# Willemia multilobata
Willemia multilobata är en urinsektsart som beskrevs av Gers och Louis Deharveng 1985. Willemia multilobata ingår i släktet Willemia och familjen Hypogastruridae. Arten är reproducerande i Sverige. Inga underarter finns listade i Catalogue of Life.